# Штоль, Генрих Александр
Генрих Александер Штоль (нем. Heinrich Alexander Stoll; 1910, Пархим — 1977, Потсдам) — немецкий писатель.

## Биография
После окончания средней школы он изучал протестантское богословие и историю искусств в университетах Эрлангена и Ростока с 1929 по 1933 год. Служил викарием. С 1936 по 1943 год находился в Дании, Нидерландах, Швейцарии и Италии. В Риме он изучал классическую археологию и работал корреспондентом зарубежных газет. В 1943 году был мобилизован в армию вермахта. В середине 1944 года Штоль получил серьёзное ранение, сделавшее его непригодным к службе до конца войны.
Десять лет провел в советских лагерях. В 1953 году вернулся в Пархим.
Помимо научно-популярных работ по истории и археологии, Штоль писал исторические романы и рассказы, также выступал редактором при издании чужих текстов.

### Редактура и подготовка к изданию
- Thomas Nugent: Die unterhaltsame Reise des Herrn Dr. Nugent durch Mecklenburg, Wismar 1936
- Heinrich Schliemann: Abenteuer meines Lebens, Leipzig 1958
- Cesare Pagnini. Mordakte Winckelmann. Die Originalakten des Kriminalprozesses gegen den Mörder Johann Joachim Winckelmanns, Berlin 1965
- Gustav Schwab: Prometheus und andere griechische Sagen, Berlin 1967
- Herodot: Die Novellen und Anekdoten, Leipzig 1968
- Heinrich Schliemann: Auf den Spuren der Antike, Berlin 1974
- Entdeckungen in Hellas, Berlin 1979
- Gustav Schwab: Die Irrfahrten des Odysseus, Berlin 1981